# Zahorčice

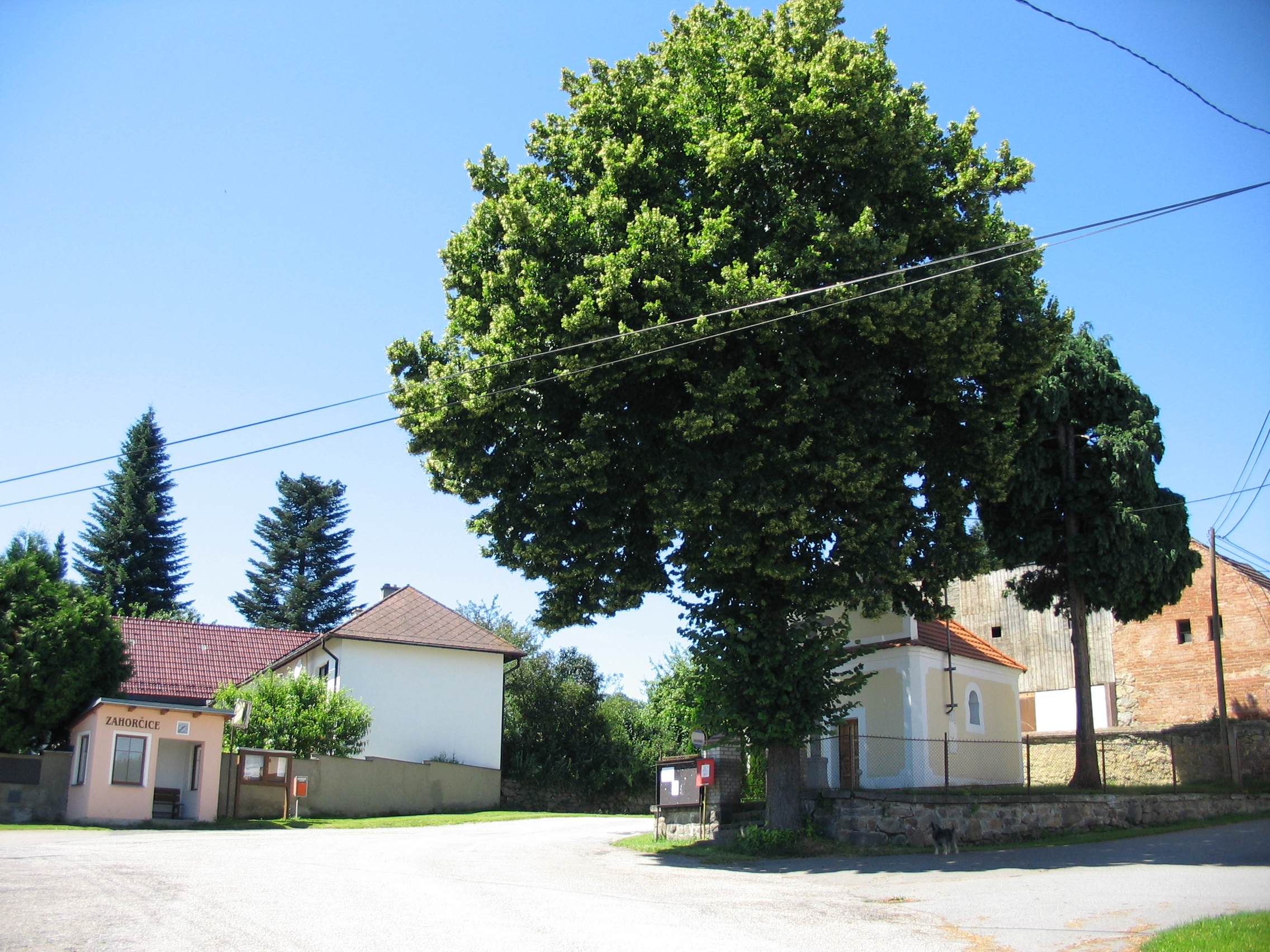
Dorfplatz mit Kapelle

Zahorčice [ˈzaɦɔrt͡ʃɪt͡sɛ], bis 1924 Záhorčice (deutsch Sahorschitz, früher Zahorčitz) ist eine Gemeinde in Tschechien. Sie liegt neun Kilometer südwestlich von Strakonice in Südböhmen und gehört zum Okres Strakonice.

## Geographie

### Geographische Lage
Zahorčice befindet sich rechtsseitig über dem Tal des Baches Nihošovický potok im Vorland des Böhmerwaldes. Nördlich erheben sich der Hlavičky (645 m) und der Hrudkov (655 m), im Nordosten der Mlať (645 m), die Hůrka (655 m) und der Kbíl (664 m), östlich die Ostrá (595 m), im Süden der Škavlík (606 m) und die Hora (611 m) sowie nordwestlich der Mladotický vrch (703 m).

### Gemeindegliederung
Für die Gemeinde Zahorčice sind keine Ortsteile ausgewiesen.

### Nachbargemeinden
Nachbarorte sind Makarov und Lhota u Svaté Anny im Norden, Švejcarova Lhota und Libětice im Nordosten, Pasečná und Strunkovice nad Volyňkou im Osten, Úlehle und Radkovice im Südosten, Jetišov im Süden, Němčice und Hoslovice im Südwesten, Hodějov, Zvotoky und Škrobočov im Westen sowie Mladotice, Tažovice und Kraselov im Nordwesten.

## Geschichte
Die erste schriftliche Erwähnung des Dorfes erfolgte 1227 als Besitz des Klosters St. Georg auf der Prager Burg. Spätere Besitzer waren die Herren Kotz von Dobrz, die Stadt Vimperk sowie Peter Wok von Rosenberg. Dieser veräußerte das Dorf 1569 an das Grandpriorat des ritterlichen Malteserordens in Strakonitz. In der zweiten Hälfte des 17. Jahrhunderts gehörte das Dorf den Rittern Malowetz von Malowitz. Im Jahre 1681 kaufte der Prager Dompropst Johann Ignatz Freiherr Chanowsky Dlauhowesky von Langendorf Zahortschitz von Christoph Malowetz von Malowitz und schloss es an sein Gut Kraselov an. Nachdem er 1697 noch das Gut Niemtschitz erworben hatte, wurde Zahortschitz nach Niemtschitz untertänig. Am 10. Januar 1701 vereinigte er schließlich testamentarisch die Güter Niemtschitz und Hoděgow mit dem Gut Krasilau zu einem Fideikommiss für seinen Neffen Adam Joseph Freiherr Chanowsky Krasylowsky Dlauhowesky von Langendorf. Dieser verblieb danach stets im Besitz der Freiherren Chanowsky Krasylowsky Dlauhowesky von Langendorf. Im Jahre 1840 bestand Zahorčitz aus 34 Häusern mit 197 Einwohnern. 33 Häuser gehörten zum Gut Niemtschitz und eines zur Herrschaft Strakonitz. Im Dorf bestand ein Wirtshaus. Pfarrort war Krasilau. Bis zur Mitte des 19. Jahrhunderts blieb Zahorčitz immer dem Fideikommissgut Niemtschitz samt Krasilau untertänig.
Nach der Aufhebung der Patrimonialherrschaften bildete Zahořice/Zahorčitz ab 1850 einen Ortsteil der Gemeinde Jetišov in der Bezirkshauptmannschaft Strakonice und dem Gerichtsbezirk Volyně. Ab 1880 bildete das Dorf unter dem Namen Záhorčice eine eigene Gemeinde. Im Jahre 1920 lebten in dem Dorf 270 Personen, im Ort gab es ein Wirtshaus und eine Volksschule. 1923 gründete sich die Freiwillige Feuerwehr. Seit 1924 wird Zahorčice als amtlicher Ortsname verwendet. Am 1. April 1976 erfolgte die Eingemeindung nach Čestice. 1975 wurde ein Löschwasserteich angelegt. Nach einem Referendum löste sich Zahorčice zum 24. November 1990 wieder von Čestice los und bildete eine eigene Gemeinde. Im Jahre 2007 darauf begann der Bau des Sende- und Aussichtsturmes auf dem Kbíl, der 2008 eröffnet wurde.

## Kultur und Sehenswürdigkeiten
- Kapelle Johannes des Täufers, auf dem Dorfplatz
- Berg Kbíl mit Aussichtsturm und Fels Kbílský dolmen